# Thalamège

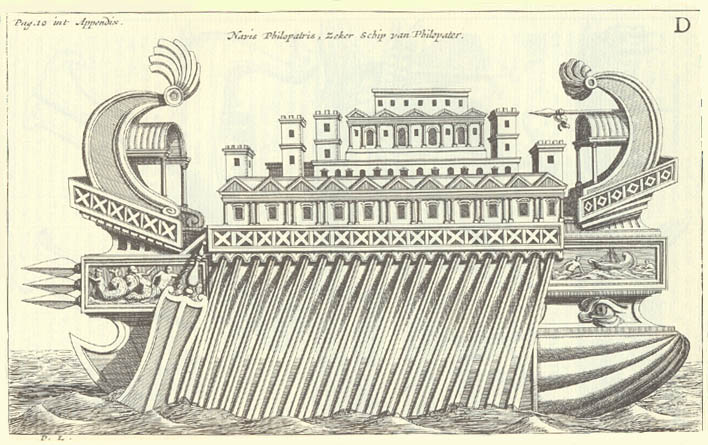
Représentation de la Thalamège par Nicolas Witsen en 1671.

La thalamège (du latin thalamegus, dérivé du grec θαλαμηγός, θαλαμ-ηγός, formé à partir du mot θάλαμος [chambre] et du verbe ἄγω [emmener]), large barque surmontée de cabines) est un palais flottant construit par le pharaon lagide Ptolémée IV, dont les dimensions imposantes et les médiocres capacités nautiques ont dû limiter l’utilisation à de courtes excursions sur le lac Maréotis ou sur le canal conduisant à Canope. 

« Dans les marais et les lacs égyptiens poussent le papyrus et le plante à fèves (...). On y banquète dans des embarcations à cabine (thalamègois) en s'enfonçant dans l'épaisseur des fourrés de fèves, à l'ombre de leurs feuilles »

— Strabon, Géographie, XVII,15. (trad. B. Laudenbach)
Rabelais s'y réfère explicitement en baptisant du même nom le navire de Pantagruel en partance du mot de la Dive Bouteille dès la fin du Tiers Livre.

## Source
- Michel Chauveau, La vie quotidienne en Égypte au temps de Cléopâtre, Hachette, collection La vie quotidienne.